# Ville-sous-Anjou
Ville-sous-Anjou – miejscowość i gmina we Francji, w regionie Owernia-Rodan-Alpy, w departamencie Isère.
Według danych na rok 1990 gminę zamieszkiwało 920 osób, a gęstość zaludnienia wynosiła 50 osób/km² (wśród 2880 gmin regionu Rodan-Alpy Ville-sous-Anjou plasuje się na 826. miejscu pod względem liczby ludności, natomiast pod względem powierzchni na miejscu 573.).